# Торч
Торч (колишня Багна) — річка в Україні, в межах Ставищенського району Київської області (верхів'я) та Жашківського району Черкаської області. Ліва притока Гірського Тікичу (басейн Південного Бугу), впадає на 101 км від гирла.

## Галерея

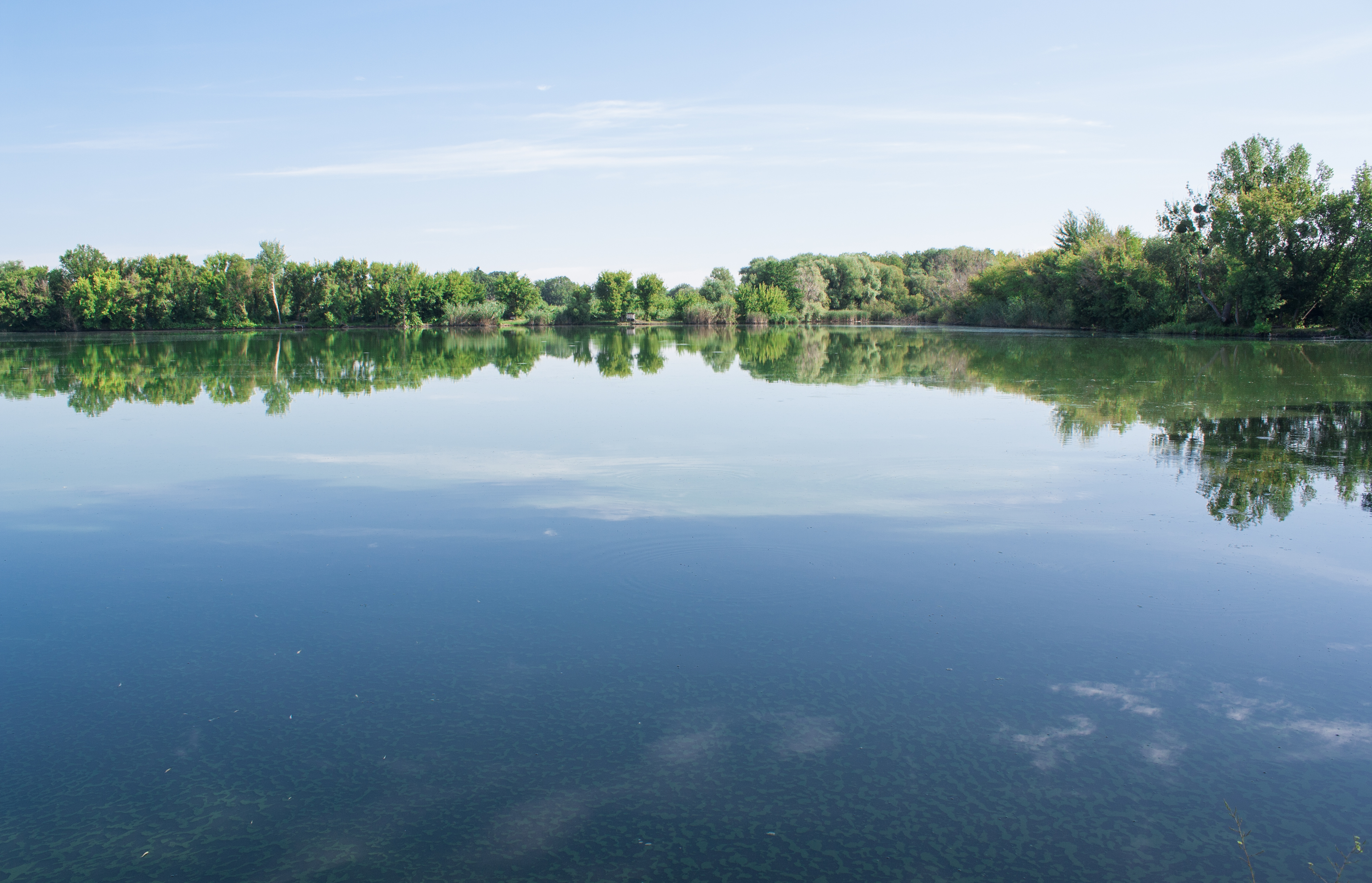
Ставок на річці в селі Розумниця
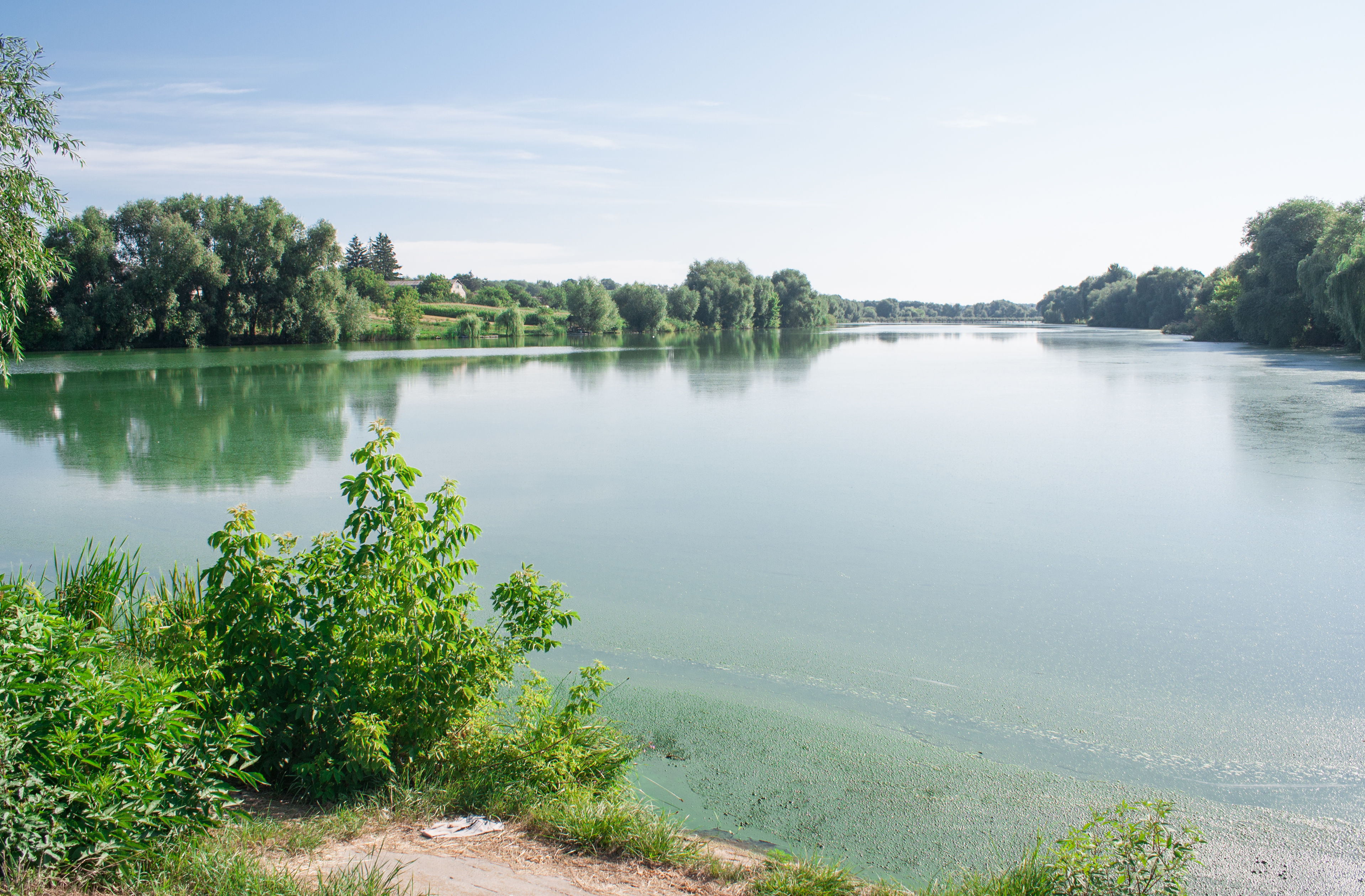
Ставок на річці в селі Скибин

## Назва
Походження назви річки пов'язують з торками — тюркомовними племенами, спорідненими з печенігами, які, зазнавши поразки від половців, переселилися на землі Київської Русі, в басейн Росі та до інших місць, де жили протягом X—XI століть, поки остаточно не асимілювались зі слов'янським населенням (черкаси, келеберда).

## Опис
Довжина 32 км, площа водозбірного басейну 209 км². Похил річки 1 м/км. Долина завширшки до 1,5 км, глибина до 30 м. Річище звивисте, біля гирла розширене і поглиблене. Використовується на господарські потреби. Ставки комплексного призначення.

## Розташування
Торч бере початок на північ від села Розумниця. Тече спершу на південний захід через село Скибин, далі — переважно на південний схід (місцями на південь через село Сорокотяга). Впадає до Гірського Тікичу на захід від села Охматів.
Над річкою стоїть місто Жашків.

## Притоки
- Литвинка - права притока.
- Фоса - права притока у селі Василиха[3].